# 古家和尚
古家 和尚（ふるや かずなお、1977年 -）は日本の脚本家。

## 経歴
2004年の第17回フジテレビヤングシナリオ大賞を『超能力戦隊エスパーズ』で大賞を受賞。2006年に『トゥルーラブ』を書き下ろし、脚本家デビュー。
2015年6月より協同組合日本シナリオ作家協会の役員（監事）を務める。

## 主な作品
太字はメインライターを務めた作品。

### フジテレビ系のドラマ
特に記述のないものはフジテレビ制作。

#### 連続ドラマ
- ダンドリ娘（2006年）
- LIAR GAME（2007年）※最終回のみ高山直也が脚本協力
- ガリレオ（2007年）
- ハチワンダイバー（2008年）
- セレブと貧乏太郎（2008年）
- メイちゃんの執事（2009年）
- 任侠ヘルパー（2009年）
- 月の恋人〜Moon Lovers〜（2010年）※第1話脚本協力
- 外交官 黒田康作（2011年）※池上純哉と共同執筆
- 幸せになろうよ（2011年）※第2話以降のメインライター
- 37歳で医者になった僕〜研修医純情物語〜（2012年、関西テレビ）
- PRICELESS〜あるわけねぇだろ、んなもん!〜 （2012年）※第5話のみ櫻井剛が執筆
- 幽かな彼女（2013年、関西テレビ）
- ON 異常犯罪捜査官・藤堂比奈子（2016年、関西テレビ）
- 明日の約束（2017年、関西テレビ）
- ロンダリング（2025年、関西テレビ・FOD）

#### 単発ドラマ
- トゥルーラブ（2006年）
- ユンゲル（2008年）
- 世にも奇妙な物語 08秋の特別編「推理タクシー」（2008年）
- 任侠ヘルパースペシャル（2011年）※池上純哉と共同執筆
- もう誘拐なんてしない（2012年）
- 神様のベレー帽〜手塚治虫のブラック・ジャック創作秘話〜（2013年、関西テレビ）
- FLY! BOYS, FLY! 僕たち、CAはじめました（2019年、関西テレビ）[2]
- エージェントファミリー〜我が家の特殊任務〜（2021年、関西テレビ）

### その他の局製作ドラマ
- S -最後の警官-（2014年、TBS）
- ウロボロス〜この愛こそ、正義。（2015年、TBS）
- スミカスミレ 45歳若返った女（2016年、テレビ朝日）
- ハゲタカ（2018年、テレビ朝日）
- イノセンス 冤罪弁護士（2019年、日本テレビ）
- 行列の女神〜らーめん才遊記〜（2020年、テレビ東京）
- 閻魔堂沙羅の推理奇譚（2020年、NHK総合）
- プロミス・シンデレラ（2021年、TBS）
- 波よ聞いてくれ（2023年、テレビ朝日）
- 伝説の頭 翔（2024年、テレビ朝日）

### 配信ドラマ
- 明日の約束 チェインストーリー（2017年、GYAO!）
- 波風よ立ってくれ（2023年、TELASA）

### アニメ
- 血界戦線（2015年）

### 映画
- S -最後の警官- 奪還 RECOVERY OF OUR FUTURE（2015年）